# 韓寶儀
江岳霖（韓寶儀）（1965年6月1日—），本名江瓊娟，台灣女歌手。代表作为《粉紅色的回憶》、《舞女淚》、《無奈的思緒》、《往事只能回味》等。與丈夫在1993年結婚，婚後育有一女。1997年退出歌壇，後於2002年復出，並於2008年正式完全退出歌壇。於2005年参加广州电台與广东卫视《男人不夜天》訪談節目。

## 经历

### 早年經歷
韓寶儀原名江瓊娟，1965年生於台北西門町，有兩個哥哥，四個姐姐。幼年時便有一副好嗓子，也對歌唱產生了濃厚的興趣。於是1981年高中畢業後，白天在哥哥的貿易公司上班，晚上則是在一些琴行和西餐廳唱歌。她在台北做駐唱歌手期間，跑遍了台北各大場子，也受到了熱烈歡迎，逐漸引起了唱片公司的注意。同年，江瓊娟經台灣《民生報》的記者介紹到了台灣心聲唱片，為她取藝名為“江岳霖”，成了蔡幸娟的師妹。
當時，1982年江岳霖的專輯《月娘半屏圓》由台灣心聲唱片製作與發行，香港版由皇星全音發行。當時，她擁有“學生歌手”之稱。
1983年，心聲唱片倒閉之後，江岳霖的唱片約落到皇星全音上，第二張個人專輯《霧/當你走過我身邊》由皇星全音發行，台灣版則由上格唱片在1984年代理發行。
1985年-1986年初，韓寶儀先後在新茂（永久唱片前身）、金豬、國賓、金企鵝等公司灌錄翻唱歌曲。在金豬的《酒館小唱》系列中她被起名為“藍婷”，在新茂的專輯中則依然被稱作“江岳霖”。

### 风格唱片时代（1986-1991）
隨著1985年台灣心聲唱片的倒閉，江岳霖在1986年與新加坡風格有限公司簽約。她的藝名也改成了“韓寶儀”。同年，第一張專輯《無聊的遊戲》面市，隨後第二張專輯《我告訴自己》出版（大陸版名叫《錯誤的戀情》）。專輯的錄音在新加坡進行，由張平福編曲，時代樂隊伴奏。1987年12月，由風格唱片授權，廣州音像出版社出版的《粉紅色的回憶》在大陸發行，並且在短短三個月內，該專輯在大陸已突破三百萬的銷量。因此，韓寶儀獲得中國廣州市廣播電視局副局長夏宗範頒予一張金唱片和一張白金唱片。1988年出版了專輯《昨日情，昨日夢》。
隨後，韓寶儀也與其他歌手合作，其中包括林淑娟和姚乙。1988年初與林淑娟合唱的賀歲專輯《雙星對唱賀新年》發行。隨後1989年推出專輯《情歌新唱》。1990年與姚乙合唱新加坡廣播局戲劇《大吉傳奇》的主題曲《大吉傳奇》。

### 近年活动
2017年，韩宝仪开始为教会录唱《百孝经》专辑。百孝经一共有84章，估计会制作100首歌，目前已录唱25首，每5首歌作成1张专辑CD。因缘际会，当时要录制百孝经专辑，本来是拒绝的，后来为了广结善缘，把唱百孝经当成是自己的使命。

## 音樂作品

### 專輯

#### 心聲唱片（1982）
| 專輯                                                     | 發行日期 | 發行公司 | 曲目 |
| -------------------------------------------------------- | -------- | -------- | --- |
| 《SSR-02008 小黃鶯兒江岳霖專輯-月娘半屏圓/烏溜溜的眼睛》 | 1982年   | 心聲唱片 | 曲目 1. 月娘半屏圓（台灣版特有曲目） 2. 走唱的人（台灣版特有曲目） 3. 十七十八少年時 4. 懷念你 5. 何日再吻君 6. 夢中人 7. 烏溜溜的眼睛 8. 與我同行 9. 歸去 10. 藍色的嚮往 11. 朦朧的愛 12. 沙灘上的歌聲（台灣版特有曲目） |

#### 新加坡皇星全音（1982-1985）
心聲唱片倒閉後，江岳霖加入新加坡皇星全音，發行了數張專輯，製作與宣傳橫跨台灣、馬來西亞、新加坡、香港四地。
即便是在簽約了風格唱片，皇星全音仍頻繁地再版韓寶儀皇星全音與其代理的早期由金豬唱片製作的歌曲。
| \| 專輯 \| 發行日期 \| 發行公司 \| 曲目 \| \| ---------------------------------------------------- \| -------------- \| ----------------- \| ----------------------------------------------------------------------------------------------------------------------------------------------------------------------------------------------------------------------------- \| \| 《KS81_065 江岳霖·十七十八少年時/烏溜溜的眼睛》 \| 1982年11月[16] \| 皇星全音/心聲唱片 \| 曲目 1. 烏溜溜的眼睛 2. 歸去 3. 飛向你（新馬版特有曲目） 4. 夢中人 5. 何日再吻君 6. 朦朧的愛 7. 藍色的嚮往 8. 害羞的海姑娘（新馬版特有曲目） 9. 懷念您 10. 活潑的女孩（新馬版特有曲目） 11. 與我同行 12. 十七、十八少年時 \| \| 《KS81-076 江岳霖·當你走過我身邊/不一樣的情調·懷念》 \| 1983年5月[17] \| 皇星全音 \| 曲目 1. 當你走過我身邊 2. 不一樣的情調 3. 北酒坊/曾聽說 4. 往昔 5. 捨不得 6. 流星 7. 雨中情侶/一支小雨傘 8. 深深的思念 9. 為何夢見他 10. 愛的時光 11. 懷念 12. 心跳的夜晚 \| \| 《霧（新加坡/馬來西亞版）》 \| 1984年8月[18] \| 皇星全音 \| 曲目 1. 霧 2. 期待再相會 3. 蘇武牧羊 4. 走在紅磚上 5. 結束（新加坡版特有曲目） 6. 沙灘上的歌聲（新加坡版首次發行曲目） 7. 真善美（新加坡版特有曲目） 8. 愛河 9. 茉莉花 10. 星夢淚痕 11. 露珠兒 12. 秋風中的少女 \| \| 《SG-6602 霧（台灣版）》 \| 1984年 \| 皇星全音/上格唱片 \| 曲目 1. 走在紅磚上 2. 星夢淚痕 3. 霧 4. 不一樣的情調（台灣版首次發行曲目） 5. 蘇武牧羊 6. 期待再相會 7. 當你走過我身邊（台灣版首次發行曲目） 8. 秋風中的少女 9. 愛河 10. 露珠兒 11. 愛的時光（台灣版首次發行曲目） 12. 茉莉花 \| \| 《KS85-149 紀佳伶·江岳霖 華語金曲新唱》 \| 1985年6月[19] \| 皇星全音 \| 曲目 1. 明月千裡寄相思（紀佳伶） 2. 有一個傻姑娘（紀佳伶） 3. 聽我細訴（紀佳伶） 4. 知道不知道（紀佳伶） 5. 情人山（紀佳伶） 6. 唱不完的他（紀佳伶） 7. 採檳榔 8. 茶葉青 9. 斷腸紅 10. 秋的懷念 11. 我敬你一杯 \| |            |                   | |
| 專輯 | 發行日期   | 發行公司          | 曲目 |
| 《KS81_065 江岳霖·十七十八少年時/烏溜溜的眼睛》 | 1982年11月 | 皇星全音/心聲唱片 | 曲目 1. 烏溜溜的眼睛 2. 歸去 3. 飛向你（新馬版特有曲目） 4. 夢中人 5. 何日再吻君 6. 朦朧的愛 7. 藍色的嚮往 8. 害羞的海姑娘（新馬版特有曲目） 9. 懷念您 10. 活潑的女孩（新馬版特有曲目） 11. 與我同行 12. 十七、十八少年時     |
| 《KS81-076 江岳霖·當你走過我身邊/不一樣的情調·懷念》 | 1983年5月  | 皇星全音          | 曲目 1. 當你走過我身邊 2. 不一樣的情調 3. 北酒坊/曾聽說 4. 往昔 5. 捨不得 6. 流星 7. 雨中情侶/一支小雨傘 8. 深深的思念 9. 為何夢見他 10. 愛的時光 11. 懷念 12. 心跳的夜晚                                                     |
| 《霧（新加坡/馬來西亞版）》 | 1984年8月  | 皇星全音          | 曲目 1. 霧 2. 期待再相會 3. 蘇武牧羊 4. 走在紅磚上 5. 結束（新加坡版特有曲目） 6. 沙灘上的歌聲（新加坡版首次發行曲目） 7. 真善美（新加坡版特有曲目） 8. 愛河 9. 茉莉花 10. 星夢淚痕 11. 露珠兒 12. 秋風中的少女               |
| 《SG-6602 霧（台灣版）》 | 1984年     | 皇星全音/上格唱片 | 曲目 1. 走在紅磚上 2. 星夢淚痕 3. 霧 4. 不一樣的情調（台灣版首次發行曲目） 5. 蘇武牧羊 6. 期待再相會 7. 當你走過我身邊（台灣版首次發行曲目） 8. 秋風中的少女 9. 愛河 10. 露珠兒 11. 愛的時光（台灣版首次發行曲目） 12. 茉莉花 |
| 《KS85-149 紀佳伶·江岳霖 華語金曲新唱》 | 1985年6月  | 皇星全音          | 曲目 1. 明月千裡寄相思（紀佳伶） 2. 有一個傻姑娘（紀佳伶） 3. 聽我細訴（紀佳伶） 4. 知道不知道（紀佳伶） 5. 情人山（紀佳伶） 6. 唱不完的他（紀佳伶） 7. 採檳榔 8. 茶葉青 9. 斷腸紅 10. 秋的懷念 11. 我敬你一杯                |

#### 永久唱片（1985）
1985年江岳霖一邊駐唱一邊錄製歌曲，其中在永久（新茂）也錄製了數張翻唱專輯，還有了新的藝名“藍婷”。編曲劉清池，錄音多在佳聲錄音室。當時流行大混響模擬卡拉OK的效果，在永久唱片發行的三張專輯都是這種製作風格。
| \| 專輯 \| 發行日期 \| 發行公司 \| 曲目 \| \| ------------------------------------------------ \| -------- \| ------------------- \| --------------------------------------------------------------------------------------------------------------------------------------------------------------------------------------------------- \| \| 《SM-5803 江岳霖·方豪合輯_名人排行榜·餐廳歌選③》 \| 1985年 \| 永久唱片公司/新茂版 \| 曲目 1. 不想伊 2. 孤戀花 3. 日日春 4. 台南追想曲 5. 姊妹愛 6. 青春嶺 7. 望月想愛人（方豪） 8. 思妻旅途（方豪） 9. 叫我怎樣活下去（方豪） 10. 舊皮箱流浪兒（方豪） 11. 港都戀歌（方豪） 12. 南都夜曲 \| \| 《SM-5805 藍婷·國語專輯1_新茂餐廳歌選⑤》 \| 1985年 \| 永久唱片公司/新茂版 \| 曲目 1. 露珠兒 2. 再會吧！心上人 3. 西湖春 4. 癡癡的等 5. 初戀 6. 相思恨 7. 總有一天等到你 8. 我怎能離開你 9. 幾度花落時 10. 你儂我儂 11. 寒雨曲 12. 歎十聲 \| \| 《SM-5805 藍婷&方豪_新茂餐廳歌選⑥》 \| 1985年 \| 永久唱片公司/新茂版 \| 曲目 1. 站在高崗上 2. 搖船曲 3. 一條橋 4. 杏花溪之戀 5. 采紅菱 6. 新桃花江 7. 紫丁香 8. 扮皇帝 9. 相見不如懷念 10. 迎春花（獨唱） 11. 春風春雨 12. 月下對口 \| |          |                     | |
| 專輯 | 發行日期 | 發行公司            | 曲目 |
| 《SM-5803 江岳霖·方豪合輯_名人排行榜·餐廳歌選③》 | 1985年   | 永久唱片公司/新茂版 | 曲目 1. 不想伊 2. 孤戀花 3. 日日春 4. 台南追想曲 5. 姊妹愛 6. 青春嶺 7. 望月想愛人（方豪） 8. 思妻旅途（方豪） 9. 叫我怎樣活下去（方豪） 10. 舊皮箱流浪兒（方豪） 11. 港都戀歌（方豪） 12. 南都夜曲 |
| 《SM-5805 藍婷·國語專輯1_新茂餐廳歌選⑤》 | 1985年   | 永久唱片公司/新茂版 | 曲目 1. 露珠兒 2. 再會吧！心上人 3. 西湖春 4. 癡癡的等 5. 初戀 6. 相思恨 7. 總有一天等到你 8. 我怎能離開你 9. 幾度花落時 10. 你儂我儂 11. 寒雨曲 12. 歎十聲                                         |
| 《SM-5805 藍婷&方豪_新茂餐廳歌選⑥》 | 1985年   | 永久唱片公司/新茂版 | 曲目 1. 站在高崗上 2. 搖船曲 3. 一條橋 4. 杏花溪之戀 5. 采紅菱 6. 新桃花江 7. 紫丁香 8. 扮皇帝 9. 相見不如懷念 10. 迎春花（獨唱） 11. 春風春雨 12. 月下對口                                         |

#### 金豬唱片（1985, 1995-1998）
1985年，除了永久，江岳霖還在金豬唱片錄製了大量歌曲，《酒館小唱》系列同樣有著大混響。編曲為紀明陽，錄音在雅弦錄音室。
金豬唱片的再版與海外授權極其頻繁，同樣人聲經常會有多個伴奏版本，這裡只收錄統計首版版本、最早於再版中出現的版本、與較正規發行的國語點歌集版本。
1995年韓寶儀再次加入金豬唱片公司錄製大量歌曲，其中《國語點歌集》中的《往事只能回味》知名度非常高。原唱歌曲《情路》為歌仔戲《四季紅》片尾曲。
許多專輯未標具體發行年份，只能通過發行編號推斷。
| \| 專輯 \| 發行日期 \| 發行公司 \| 曲目 \| \| ------------------------------------------------- \| ----------------------------- \| --------------------- \| ---------------------------------------------------------------------------------------------------------------------------------------------------------------------------------------------------------------------------------- \| \| 《GP-8001 蓝婷主唱 酒馆小唱1》 \| 1985年 \| 金猪唱片 \| 曲目 1. 午夜香吻 2. 重相逢 3. 一縷相思情 4. 海韻 5. 夢裡相思 6. 梨花淚 7. 回想曲 8. 岷江夜曲 9. 你怎麼說 10. 多少柔情多少淚 11. 何日君再來 12. 愛在夕陽下 \| \| 《GP-8002 蓝婷主唱 酒馆小唱2》 \| 1985年 \| 金猪唱片 \| 曲目 1. 加多一點點 2. 初一到十五 3. 春風吻上我的臉 4. 我有一段情 5. 落花流水 6. 夜來香 7. 好預兆 8. 西湖春 9. 魂縈舊夢 10. 藍與黑 11. 初戀 12. 懷念 \| \| 《GP-8003 蓝婷主唱 酒馆小唱3》 \| 1985年 \| 金豬唱片 \| 曲目 1. 茶葉青 2. 癡癡地等 3. 杭州姑娘 4. 第二春 5. 星夜的離別 6. 寒雨曲 7. 幾度花落時 8. 我的心裡沒有他 9. 空留回憶 10. 昨夜夢中 11. 東山飄雨西山晴 12. 出人頭地 \| \| 《GP-8004 蓝婷主唱 酒馆小唱4》 \| 1985年 \| 金豬唱片 \| 曲目 1. 女兒圈 （水菁蕾） 2. 意難忘 3. 遙遠寄相思 4. 蔓莉（水菁蕾） 5. 秋的懷念（水菁蕾） 6. 甜蜜蜜（水菁蕾） 7. 蘋果花（水菁蕾） 8. 美酒加咖啡（水菁蕾） 9. 南屏晚鐘（水菁蕾） 10. 夢中人 11. 恨海（水菁蕾） 12. 心上人（水菁蕾） \| \| 《GP-7601 X小姐浪漫等待》 \| 錄製：1985年 發行：1994年10月 \| 金豬唱片 \| 曲目 1. 醉人的美酒 2. 斜陽外 3. 蛻變 4. 償還 5. 說出來 6. 浪跡天涯 7. 一樣愛你 8. 午夜的街頭 9. 驛 10. 海角天涯 11. 讓我默默離開 12. 她是我媽媽 \| \| 《GP-8113 蓝婷主唱 台语钢琴酒吧13》 \| 錄製：1985年 發行：不詳 \| 金豬唱片 \| 曲目 1. 苦海女神龍 2. 台北追想曲 3. 心事誰人知 4. 期待再相會 5. 不想伊 6. 燒酒咖啡 7. 相逢是離別的開始 8. 走馬燈 9. 只有你 10. 晚春 11. 望春風 12. 雨夜花 \| \| 《GP-8116 蓝婷主唱 台语钢琴酒吧16》 \| 錄製：1995年 發行：不詳 \| 金豬唱片 \| 曲目 1. 乎你騙不知 2. 愛情是什麼 3. 情歌唱乎誰人聽 4. 暗悲傷 5. 嘜斗纏 6. 我無醉是你茫 7. 免擱瘋想 8. 情網 9. 凝凝凝 10. 塑膠花 11. 變面 12. 癡情癡情 \| \| 《GP-8324 蓝婷主唱 国语钢琴酒吧24》 \| 錄製：1985年 發行：不詳 \| 金豬唱片 \| 曲目 1. 誰來愛我 2. 開卷詩 3. 碎夢裡 4. 浮水印 5. 另一種鄉愁 6. 心聲淚痕（心裡的秘密） 7. 往事如風情如夢 8. 緣 9. 醉人的美酒 10. 初戀女 11. 相思河畔 12. 恨不相逢未嫁時 \| \| 《GP-6901 國語點歌集1·吻別》 \| 1995年8月 \| 金豬唱片 \| 曲目 1. 吻別 2. 用心良苦 3. 寶貝，對不起 4. 情書團 5. 恰似你的溫柔 6. 思念總在分手後 7. 傷口 8. 好大的風 9. 冷井情深 10. 偶然 11. 鄉間的小路 12. 歲歲月月年年 \| \| 《GP-6902 國語點歌集2》 \| 1996年3月 \| 金豬唱片 \| 曲目 1. 愛你一萬年 2. 酒醉的探戈 3. 不如歸去 4. 當做沒有愛過我 5. 冬戀 6. 說聲對不起 7. 到底愛我不愛 8. 夜空 9. 三年 10. 夢難留 11. 你曾經愛過我 12. 誰能禁止你的愛 \| \| 《GP-6903 國語點歌集3》 \| 1996年3月 \| 金豬唱片 \| 曲目 1. 永遠的愛 2. 你是否還記得 3. 午夜夢回時 4. 人兒不能留 5. 難忘的初戀情人 6. 恨你不回頭 7. 又是細雨 8. 淚的小雨 9. 往事只能回味 10. 誓言 11. 夕陽山外山 12. 只要為你活一天 \| \| 《GP-6904 國語點歌集4》 \| 1995年8月 \| 金豬唱片 \| 曲目 1. 欲走還留 2. 幾時再回頭 3. 昨夜夢醒時 4. 負心的人 5. 夕陽伴我歸 6. 含淚的分手 7. 君無愁 8. 淚的往事 9. 伊人何處 10. 不要拋棄我 11. 純純的愛 12. 我愛秋蓮 \| \| 《GP-6905 國語點歌集5·滴滴眼淚都是愛/何日君再來》 \| 1996年11月 \| 金豬唱片 \| 曲目 1. 滴滴眼淚都是愛 2. 風淒淒意綿綿 3. 明月千裡寄相思 4. 斷腸紅 5. 梨花淚 6. 幾度花落時 7. 何日君再來 8. 午夜香吻 9. 何日再吻君 10. 杭州姑娘 11. 天涯歌女 12. 茶葉青 \| \| 《GP-6906 國語點歌集6·海韻》 \| 1996年11月 \| 金豬唱片 \| 曲目 1. 海韻 2. 牽引 3. 意難忘 4. 懷念 5. 夢裡相思 6. 愛情 7. 重相逢 8. 寒雨曲 9. 星夜的離別 10. 空留回憶 11. 癡癡地等 12. 藍與黑 \| \| 《GP-6907 國語點歌集7·逝去的愛》 \| 1995年8月 \| 金豬唱片 \| 曲目 1. 逝去的愛 2. 魂縈舊夢 3. 多少柔情多少淚 4. 一縷相思情 5. 葡萄美酒 6. 情人山 7. 相思淚 8. 我心深處 9. 回想曲 10. 情歸何處 11. 昨夜夢中 12. 東山飄雨西山晴 \| \| 《GP-6908 國語點歌集8·落花流水》 \| 1995年8月 \| 金豬唱片 \| 曲目 1. 我的心裡沒有他 2. 好預兆 3. 西湖春 4. 春風吻上我的臉 5. 岷江夜曲 6. 愛在夕陽下 7. 落花流水 8. 加多一點點 9. 遙遠寄相思 10. 我有一段情 11. 夢中人 12. 初一到十五 \| \| 《GP-6601 台語點歌集1》 \| 1995-1997年 \| 金豬唱片 \| 曲目 1. 夢中來看破 2. 一生甘願跟你走 3. 酒是舞伴你是生命 4. 一步一腳印 5. 一生甘願為你錯 6. 回鄉的我 7. 無聲的批信 8. 今夜的月光 9. 雲中月 10. 這條情歌 11. 野草也是花 12. 小雨 \| \| 《GP-6602 台語點歌集2》 \| 1995-1997年 \| 金豬唱片 \| 曲目 1. 夢中的愛 2. 愛你相過雄 3. 實在有影美 4. 負心郎 5. 癡情癡情 6. 冰冷的天涯 7. 媽媽 8. 過去乾杯 9. 無緣 10. 風飛沙 11. 看破愛別人 12. 不通借酒來消愁 \| \| 《GP-6603 台語點歌集3》 \| 1995-1997年 \| 金豬唱片 \| 曲目 1. 見面三分情 2. 嫁不對人 3. 懷念的鄉土情 4. 同床無同夢 5. 海底針 6. 癡情山地花 7. 阿爸原諒我 8. 傷心酒店 9. 愛一斤值多少 10. 露水 11. 昔日的戀歌 12. 日頭若見天（平凡的日子卡值錢） \| \| 《GP-6604 台語點歌集4·愛你到老》 \| 1996年 \| 金豬唱片 \| 曲目 1. 愛你到老（Feat. 王登雄） 2. 癡情無卡紙（風透又隔寒） 3. 媽媽你沒對我講 4. 放阮一個人 5. 望月想愛人 6. 大船入港 7. 等候的心（情綿綿雨綿綿） 8. 姐妹 9. 無奈的相思 10. 緣分 11. 褪色的戀情 12. 心掛意無路用 \| \| 《GP-6605 台語點歌集5·媽媽歌星》 \| 1996年3月 \| 金豬唱片 \| 曲目 1. 媽媽歌星 2. 流浪的人生（放浪的人生） 3. 看破的愛 4. 六月天猶原即冷 5. 孤女的願望 6. 賣花女之戀 7. 幸子 8. 湯島白梅（湯島白梅記） 9. 懷念的播音員 10. 月娘晚安 11. 港都戀歌 12. 人客的要求 \| \| 《GP-6606 台語點歌集6》 \| 1996年 \| 金豬唱片 \| 曲目 1. 一個紅蛋 2. 長崎蝴蝶姑娘 3. 博多夜船 4. 飄浪之女 5. 落葉時雨 6. 後街人生 7. 相思海 8. 故鄉的月 9. 憶戀思景 10. 離別之夜 11. 港邊送別（港都惜別） 12. 海口姑娘要出嫁 \| \| 《GP-6607 台語點歌集7·冷霜子/水車姑娘》 \| 1996年 \| 金豬唱片 \| 曲目 1. 冷霜子 2. 黃昏的故鄉 3. 北國之春 4. 哀愁的風雨橋 5. 送君情淚 6. 旅途夜風 7. 水車姑娘 8. 彼個小姑娘 9. 假情假愛 10. 可憐戀花再會吧！ 11. 親戀道中 12. 可憐彼個小姑娘 \| \| 《GP-6608 台語點歌集8·情路》 \| 1996年11月 \| 金豬唱片 \| 曲目 1. 情路 2. 有你塊身邊 3. 黃昏 4. 月夜暝 5. 流水情 6. 深情難捨 7. 你是我唯一的春天 8. 夜夜為你來失眠 9. 為情賭生命 10. 秋風女人心 11. 南都夜曲 12. 新所在，舊世界 \| \| 《GP-6609 台語點歌集9·湯島白梅記》 \| 1997年1月 \| 金豬唱片 \| 曲目 1. 湯島白梅記 2. 思念故鄉的情人 3. 流浪天涯三兄妹 4. 霧夜的燈塔 5. 岸壁之母 6. 落大雨彼日 7. 斷魂嶺鐘聲淚 8. 夢追酒 9. 慈母淚痕 10. 愛花 11. 港都惜別（港邊送別） 12. 風塵路 \| \| 《GP-6610 台語點歌集10》 \| 1996年 \| 金豬唱片 \| 曲目 1. 黑玫瑰 2. 青春嶺 3. 男子漢 4. 港邊乾杯 5. 思鄉 6. 心所愛的人 7. 流浪三兄妹 8. 廣東花 9. 流浪的馬車 10. 細雪 11. 迎媽祖之夜 12. 天劍女王 \| \| 《GP-6611 台語點歌集11·含淚玫瑰》 \| 1997年8月 \| 金豬唱片 \| 曲目 1. 含淚玫瑰（Feat. 王登雄） 2. 最後一封信 3. 補破網 4. 為著十萬元 5. 望朗早歸 6. 真愛誰人知 7. 無緣的愛 8. 思慕的人 9. 愛你入骨 10. 請君保重 11. 錢！什路用 12. 流浪的吉普賽姑娘 \| \| 《GP-6612 台語點歌集12》 \| 1996年 \| 金豬唱片 \| 曲目 1. 淡水暮色 2. 雙雁影 3. 懷春曲 4. 空房思君 5. 送君情淚 6. 流星我問你 7. 哀愁的火車站 8. 變臉 9. 春宵吟 10. 姊妹愛 11. 咱倆人的約會 12. 為何心糟糟 \| \| 《GP-6301 歌唱舞曲》 \| 約1995-1997年 \| 金豬唱片 \| 曲目 1. 筆巡的空嘴 2. 做事照步來 3. 後會有期 4. 情網 5. 行相偎 6. 風塵路 7. 留戀什路用 8. 嫁不對人 9. 提籃假燒金 10. 愛花 11. 月夜暝 12. 愛情當做𨑨迌物 \| \| 《韓寶儀系列1 面紗》 \| 錄製：1995年 發行：2017年 \| 金豬唱片/廣東任嘉文化 \| 曲目 1. 外婆的澎湖灣 2. 夢醒時分 3. 一言難盡 4. 夕陽伴我歸（同國語點歌集4版） 5. 就在那一秒 6. 只要你過得比我好 7. 鐘愛一生 8. 花心 9. 你怎麼捨得我難過 10. 請你記得我的好 11. 我愛秋蓮（同國語點歌集4版） 12. 面紗 \| \| 《韓寶儀系列2 相思》 \| 錄製：1995年 發行：2017年 \| 金豬唱片/廣東任嘉文化 \| 曲目 1. 哭砂 2. 我是不是你最疼愛的人 3. 相思 4. 真心真意過一生 5. 愛上一個不回家的人 6. 用心良苦（同國語點歌集1版） 7. 祝福 8. 這樣愛你對不對 9. 心疼自己 10. 來生緣 11. 如果你是我的傳說 12. 我和我追逐的夢 \| \| 《韓寶儀系列3 謝謝你的愛》 \| 錄製：1995年 發行：2017年 \| 金豬唱片/廣東任嘉文化 \| 曲目 1. 謝謝你的愛 2. 一世情緣 3. 選擇 4. 其實你不懂我的心 5. 明天你是否依然愛我 6. 風中的承諾 7. 愛一回傷一回 8. 情歌情人 9. 愛相隨 10. 天意 11. 愛上一個不回家的人 12. 忘情水 \| \| 《韓寶儀專輯2首》 \| 錄製：1995年 發行：2023年7月 \| 金豬唱片/飛碟文化 \| 曲目 1. 車站 2. 愛情的酒攏袂退 \| \| 《韓寶儀專輯12首 Vol.1》 \| 錄製：1995年 發行：2023年7月 \| 金豬唱片/飛碟文化 \| 曲目 1. 凝！凝！凝！ 2. 覓擱瘋想 3. 暗悲傷 4. 真情免咒詛 5. 毛毛雨 6. 變面 7. 不甘情來放 8. 塑膠花 9. 忍著目屎的燒酒 10. 為了愛 11. 行相偎 12. 提籃假燒金 13. 風塵路 14. 風飛沙 15. 深情難捨 \| \| 《韓寶儀專輯12首 Vol.2》 \| 錄製：1995年 發行：2023年7月 \| 金豬唱片/飛碟文化 \| 曲目 1. 愛情當做𨑨迌物 2. 筆巡的空嘴 3. 無什麼通留戀 4. 做事照步來 5. 不通借酒來解愁 6. 有夠嚥氣 7. 黑白探戈 8. 愛的笑容 9. 扇東風 10. 乎你騙不知 11. 何必費心晟 12. 煩惱無路用 13. 癡情癡情 14. 新所在舊世界 \| \| 《韓寶儀專輯9首》 \| 錄製：1995年 發行：2023年7月 \| 金豬唱片/飛碟文化 \| 曲目 1. 後會有期 2. 情歌唱乎誰人聽 3. 甭斗纏 4. 想起你 5. 感情的傷痕 6. 情網 7. 愛情是什麼 8. 我無醉是你茫 9. 心愛的我想你 10. 愛花 11. 冰冷的天涯 12. 癡情癡情 13. 乎你騙不知 14. 露水 15. 月夜歎 \| |                               |                       | |
| 專輯 | 發行日期                      | 發行公司              | 曲目 |
| 《GP-8001 蓝婷主唱 酒馆小唱1》 | 1985年                        | 金猪唱片              | 曲目 1. 午夜香吻 2. 重相逢 3. 一縷相思情 4. 海韻 5. 夢裡相思 6. 梨花淚 7. 回想曲 8. 岷江夜曲 9. 你怎麼說 10. 多少柔情多少淚 11. 何日君再來 12. 愛在夕陽下                                                                          |
| 《GP-8002 蓝婷主唱 酒馆小唱2》 | 1985年                        | 金猪唱片              | 曲目 1. 加多一點點 2. 初一到十五 3. 春風吻上我的臉 4. 我有一段情 5. 落花流水 6. 夜來香 7. 好預兆 8. 西湖春 9. 魂縈舊夢 10. 藍與黑 11. 初戀 12. 懷念                                                                                |
| 《GP-8003 蓝婷主唱 酒馆小唱3》 | 1985年                        | 金豬唱片              | 曲目 1. 茶葉青 2. 癡癡地等 3. 杭州姑娘 4. 第二春 5. 星夜的離別 6. 寒雨曲 7. 幾度花落時 8. 我的心裡沒有他 9. 空留回憶 10. 昨夜夢中 11. 東山飄雨西山晴 12. 出人頭地                                                                  |
| 《GP-8004 蓝婷主唱 酒馆小唱4》 | 1985年                        | 金豬唱片              | 曲目 1. 女兒圈 （水菁蕾） 2. 意難忘 3. 遙遠寄相思 4. 蔓莉（水菁蕾） 5. 秋的懷念（水菁蕾） 6. 甜蜜蜜（水菁蕾） 7. 蘋果花（水菁蕾） 8. 美酒加咖啡（水菁蕾） 9. 南屏晚鐘（水菁蕾） 10. 夢中人 11. 恨海（水菁蕾） 12. 心上人（水菁蕾） |
| 《GP-7601 X小姐浪漫等待》 | 錄製：1985年 發行：1994年10月 | 金豬唱片              | 曲目 1. 醉人的美酒 2. 斜陽外 3. 蛻變 4. 償還 5. 說出來 6. 浪跡天涯 7. 一樣愛你 8. 午夜的街頭 9. 驛 10. 海角天涯 11. 讓我默默離開 12. 她是我媽媽                                                                                    |
| 《GP-8113 蓝婷主唱 台语钢琴酒吧13》 | 錄製：1985年 發行：不詳       | 金豬唱片              | 曲目 1. 苦海女神龍 2. 台北追想曲 3. 心事誰人知 4. 期待再相會 5. 不想伊 6. 燒酒咖啡 7. 相逢是離別的開始 8. 走馬燈 9. 只有你 10. 晚春 11. 望春風 12. 雨夜花                                                                          |
| 《GP-8116 蓝婷主唱 台语钢琴酒吧16》 | 錄製：1995年 發行：不詳       | 金豬唱片              | 曲目 1. 乎你騙不知 2. 愛情是什麼 3. 情歌唱乎誰人聽 4. 暗悲傷 5. 嘜斗纏 6. 我無醉是你茫 7. 免擱瘋想 8. 情網 9. 凝凝凝 10. 塑膠花 11. 變面 12. 癡情癡情                                                                              |
| 《GP-8324 蓝婷主唱 国语钢琴酒吧24》 | 錄製：1985年 發行：不詳       | 金豬唱片              | 曲目 1. 誰來愛我 2. 開卷詩 3. 碎夢裡 4. 浮水印 5. 另一種鄉愁 6. 心聲淚痕（心裡的秘密） 7. 往事如風情如夢 8. 緣 9. 醉人的美酒 10. 初戀女 11. 相思河畔 12. 恨不相逢未嫁時                                                            |
| 《GP-6901 國語點歌集1·吻別》 | 1995年8月                     | 金豬唱片              | 曲目 1. 吻別 2. 用心良苦 3. 寶貝，對不起 4. 情書團 5. 恰似你的溫柔 6. 思念總在分手後 7. 傷口 8. 好大的風 9. 冷井情深 10. 偶然 11. 鄉間的小路 12. 歲歲月月年年                                                                      |
| 《GP-6902 國語點歌集2》 | 1996年3月                     | 金豬唱片              | 曲目 1. 愛你一萬年 2. 酒醉的探戈 3. 不如歸去 4. 當做沒有愛過我 5. 冬戀 6. 說聲對不起 7. 到底愛我不愛 8. 夜空 9. 三年 10. 夢難留 11. 你曾經愛過我 12. 誰能禁止你的愛                                                                |
| 《GP-6903 國語點歌集3》 | 1996年3月                     | 金豬唱片              | 曲目 1. 永遠的愛 2. 你是否還記得 3. 午夜夢回時 4. 人兒不能留 5. 難忘的初戀情人 6. 恨你不回頭 7. 又是細雨 8. 淚的小雨 9. 往事只能回味 10. 誓言 11. 夕陽山外山 12. 只要為你活一天                                                    |
| 《GP-6904 國語點歌集4》 | 1995年8月                     | 金豬唱片              | 曲目 1. 欲走還留 2. 幾時再回頭 3. 昨夜夢醒時 4. 負心的人 5. 夕陽伴我歸 6. 含淚的分手 7. 君無愁 8. 淚的往事 9. 伊人何處 10. 不要拋棄我 11. 純純的愛 12. 我愛秋蓮                                                                    |
| 《GP-6905 國語點歌集5·滴滴眼淚都是愛/何日君再來》 | 1996年11月                    | 金豬唱片              | 曲目 1. 滴滴眼淚都是愛 2. 風淒淒意綿綿 3. 明月千裡寄相思 4. 斷腸紅 5. 梨花淚 6. 幾度花落時 7. 何日君再來 8. 午夜香吻 9. 何日再吻君 10. 杭州姑娘 11. 天涯歌女 12. 茶葉青                                                            |
| 《GP-6906 國語點歌集6·海韻》 | 1996年11月                    | 金豬唱片              | 曲目 1. 海韻 2. 牽引 3. 意難忘 4. 懷念 5. 夢裡相思 6. 愛情 7. 重相逢 8. 寒雨曲 9. 星夜的離別 10. 空留回憶 11. 癡癡地等 12. 藍與黑                                                                                                  |
| 《GP-6907 國語點歌集7·逝去的愛》 | 1995年8月                     | 金豬唱片              | 曲目 1. 逝去的愛 2. 魂縈舊夢 3. 多少柔情多少淚 4. 一縷相思情 5. 葡萄美酒 6. 情人山 7. 相思淚 8. 我心深處 9. 回想曲 10. 情歸何處 11. 昨夜夢中 12. 東山飄雨西山晴                                                                    |
| 《GP-6908 國語點歌集8·落花流水》 | 1995年8月                     | 金豬唱片              | 曲目 1. 我的心裡沒有他 2. 好預兆 3. 西湖春 4. 春風吻上我的臉 5. 岷江夜曲 6. 愛在夕陽下 7. 落花流水 8. 加多一點點 9. 遙遠寄相思 10. 我有一段情 11. 夢中人 12. 初一到十五                                                            |
| 《GP-6601 台語點歌集1》 | 1995-1997年                   | 金豬唱片              | 曲目 1. 夢中來看破 2. 一生甘願跟你走 3. 酒是舞伴你是生命 4. 一步一腳印 5. 一生甘願為你錯 6. 回鄉的我 7. 無聲的批信 8. 今夜的月光 9. 雲中月 10. 這條情歌 11. 野草也是花 12. 小雨                                                    |
| 《GP-6602 台語點歌集2》 | 1995-1997年                   | 金豬唱片              | 曲目 1. 夢中的愛 2. 愛你相過雄 3. 實在有影美 4. 負心郎 5. 癡情癡情 6. 冰冷的天涯 7. 媽媽 8. 過去乾杯 9. 無緣 10. 風飛沙 11. 看破愛別人 12. 不通借酒來消愁                                                                          |
| 《GP-6603 台語點歌集3》 | 1995-1997年                   | 金豬唱片              | 曲目 1. 見面三分情 2. 嫁不對人 3. 懷念的鄉土情 4. 同床無同夢 5. 海底針 6. 癡情山地花 7. 阿爸原諒我 8. 傷心酒店 9. 愛一斤值多少 10. 露水 11. 昔日的戀歌 12. 日頭若見天（平凡的日子卡值錢）                                          |
| 《GP-6604 台語點歌集4·愛你到老》 | 1996年                        | 金豬唱片              | 曲目 1. 愛你到老（Feat. 王登雄） 2. 癡情無卡紙（風透又隔寒） 3. 媽媽你沒對我講 4. 放阮一個人 5. 望月想愛人 6. 大船入港 7. 等候的心（情綿綿雨綿綿） 8. 姐妹 9. 無奈的相思 10. 緣分 11. 褪色的戀情 12. 心掛意無路用                  |
| 《GP-6605 台語點歌集5·媽媽歌星》 | 1996年3月                     | 金豬唱片              | 曲目 1. 媽媽歌星 2. 流浪的人生（放浪的人生） 3. 看破的愛 4. 六月天猶原即冷 5. 孤女的願望 6. 賣花女之戀 7. 幸子 8. 湯島白梅（湯島白梅記） 9. 懷念的播音員 10. 月娘晚安 11. 港都戀歌 12. 人客的要求                                  |
| 《GP-6606 台語點歌集6》 | 1996年                        | 金豬唱片              | 曲目 1. 一個紅蛋 2. 長崎蝴蝶姑娘 3. 博多夜船 4. 飄浪之女 5. 落葉時雨 6. 後街人生 7. 相思海 8. 故鄉的月 9. 憶戀思景 10. 離別之夜 11. 港邊送別（港都惜別） 12. 海口姑娘要出嫁                                                        |
| 《GP-6607 台語點歌集7·冷霜子/水車姑娘》 | 1996年                        | 金豬唱片              | 曲目 1. 冷霜子 2. 黃昏的故鄉 3. 北國之春 4. 哀愁的風雨橋 5. 送君情淚 6. 旅途夜風 7. 水車姑娘 8. 彼個小姑娘 9. 假情假愛 10. 可憐戀花再會吧！ 11. 親戀道中 12. 可憐彼個小姑娘                                                        |
| 《GP-6608 台語點歌集8·情路》 | 1996年11月                    | 金豬唱片              | 曲目 1. 情路 2. 有你塊身邊 3. 黃昏 4. 月夜暝 5. 流水情 6. 深情難捨 7. 你是我唯一的春天 8. 夜夜為你來失眠 9. 為情賭生命 10. 秋風女人心 11. 南都夜曲 12. 新所在，舊世界                                                              |
| 《GP-6609 台語點歌集9·湯島白梅記》 | 1997年1月                     | 金豬唱片              | 曲目 1. 湯島白梅記 2. 思念故鄉的情人 3. 流浪天涯三兄妹 4. 霧夜的燈塔 5. 岸壁之母 6. 落大雨彼日 7. 斷魂嶺鐘聲淚 8. 夢追酒 9. 慈母淚痕 10. 愛花 11. 港都惜別（港邊送別） 12. 風塵路                                                  |
| 《GP-6610 台語點歌集10》 | 1996年                        | 金豬唱片              | 曲目 1. 黑玫瑰 2. 青春嶺 3. 男子漢 4. 港邊乾杯 5. 思鄉 6. 心所愛的人 7. 流浪三兄妹 8. 廣東花 9. 流浪的馬車 10. 細雪 11. 迎媽祖之夜 12. 天劍女王                                                                                    |
| 《GP-6611 台語點歌集11·含淚玫瑰》 | 1997年8月                     | 金豬唱片              | 曲目 1. 含淚玫瑰（Feat. 王登雄） 2. 最後一封信 3. 補破網 4. 為著十萬元 5. 望朗早歸 6. 真愛誰人知 7. 無緣的愛 8. 思慕的人 9. 愛你入骨 10. 請君保重 11. 錢！什路用 12. 流浪的吉普賽姑娘                                              |
| 《GP-6612 台語點歌集12》 | 1996年                        | 金豬唱片              | 曲目 1. 淡水暮色 2. 雙雁影 3. 懷春曲 4. 空房思君 5. 送君情淚 6. 流星我問你 7. 哀愁的火車站 8. 變臉 9. 春宵吟 10. 姊妹愛 11. 咱倆人的約會 12. 為何心糟糟                                                                            |
| 《GP-6301 歌唱舞曲》 | 約1995-1997年                 | 金豬唱片              | 曲目 1. 筆巡的空嘴 2. 做事照步來 3. 後會有期 4. 情網 5. 行相偎 6. 風塵路 7. 留戀什路用 8. 嫁不對人 9. 提籃假燒金 10. 愛花 11. 月夜暝 12. 愛情當做𨑨迌物                                                                            |
| 《韓寶儀系列1 面紗》 | 錄製：1995年 發行：2017年     | 金豬唱片/廣東任嘉文化 | 曲目 1. 外婆的澎湖灣 2. 夢醒時分 3. 一言難盡 4. 夕陽伴我歸（同國語點歌集4版） 5. 就在那一秒 6. 只要你過得比我好 7. 鐘愛一生 8. 花心 9. 你怎麼捨得我難過 10. 請你記得我的好 11. 我愛秋蓮（同國語點歌集4版） 12. 面紗                |
| 《韓寶儀系列2 相思》 | 錄製：1995年 發行：2017年     | 金豬唱片/廣東任嘉文化 | 曲目 1. 哭砂 2. 我是不是你最疼愛的人 3. 相思 4. 真心真意過一生 5. 愛上一個不回家的人 6. 用心良苦（同國語點歌集1版） 7. 祝福 8. 這樣愛你對不對 9. 心疼自己 10. 來生緣 11. 如果你是我的傳說 12. 我和我追逐的夢                       |
| 《韓寶儀系列3 謝謝你的愛》 | 錄製：1995年 發行：2017年     | 金豬唱片/廣東任嘉文化 | 曲目 1. 謝謝你的愛 2. 一世情緣 3. 選擇 4. 其實你不懂我的心 5. 明天你是否依然愛我 6. 風中的承諾 7. 愛一回傷一回 8. 情歌情人 9. 愛相隨 10. 天意 11. 愛上一個不回家的人 12. 忘情水                                                    |
| 《韓寶儀專輯2首》 | 錄製：1995年 發行：2023年7月  | 金豬唱片/飛碟文化     | 曲目 1. 車站 2. 愛情的酒攏袂退 |
| 《韓寶儀專輯12首 Vol.1》 | 錄製：1995年 發行：2023年7月  | 金豬唱片/飛碟文化     | 曲目 1. 凝！凝！凝！ 2. 覓擱瘋想 3. 暗悲傷 4. 真情免咒詛 5. 毛毛雨 6. 變面 7. 不甘情來放 8. 塑膠花 9. 忍著目屎的燒酒 10. 為了愛 11. 行相偎 12. 提籃假燒金 13. 風塵路 14. 風飛沙 15. 深情難捨                                       |
| 《韓寶儀專輯12首 Vol.2》 | 錄製：1995年 發行：2023年7月  | 金豬唱片/飛碟文化     | 曲目 1. 愛情當做𨑨迌物 2. 筆巡的空嘴 3. 無什麼通留戀 4. 做事照步來 5. 不通借酒來解愁 6. 有夠嚥氣 7. 黑白探戈 8. 愛的笑容 9. 扇東風 10. 乎你騙不知 11. 何必費心晟 12. 煩惱無路用 13. 癡情癡情 14. 新所在舊世界                      |
| 《韓寶儀專輯9首》 | 錄製：1995年 發行：2023年7月  | 金豬唱片/飛碟文化     | 曲目 1. 後會有期 2. 情歌唱乎誰人聽 3. 甭斗纏 4. 想起你 5. 感情的傷痕 6. 情網 7. 愛情是什麼 8. 我無醉是你茫 9. 心愛的我想你 10. 愛花 11. 冰冷的天涯 12. 癡情癡情 13. 乎你騙不知 14. 露水 15. 月夜歎                                 |

#### 風格唱片（1986-1991）
新韻製作時期（1986-1988,編號由N開始）
| 專輯                                          | 發行日期      | 發行公司                               | 曲目 |
| --------------------------------------------- | ------------- | -------------------------------------- | --- |
| 《N9851 無聊的遊戲》                          | 1986年4月23日 | 風格唱片                               | 曲目 1. 無聊的遊戲 2. 心聲淚痕 3. 不能不想你 4. 誰為誰流淚 5. 為了你 6. 心心相映 7. 粉紅色的回憶 8. 恨不鐘情在當年 9. 一日不見如三秋 10. 今宵多珍重 11. 良夜不能留 12. 愛的苦酒                             |
| 《N9861 我告訴自己》                          | 1986年6月19日 | 風格唱片 （非新韻製作）                | 曲目 1. 我告訴自己 2. 最後一次回眸 3. 夕陽山外山 4. 留不住斜陽 5. 為何逃避我 6. 無奈的思緒 7. 三個字 8. 共有份溫柔 9. 一夜孤獨 10. 無奈的分手 11. 除了你 12. 你瀟灑我漂亮                                   |
| 《N9867 夕陽山外山》 （《我告訴自己》港版）   | 1986年        | 風格唱片 恆音貿易（港） （非新韻製作） | 曲目 1. 夕陽山外山 2. 為何逃避我 3. 你瀟灑我漂亮 4. 無奈的分手 5. 最後一次回眸 6. 留不住斜陽 7. 三個字 8. 我告訴自己 9. 一夜孤獨 10. 除了你 11. 共有份溫柔 12. 無奈的思緒                                   |
| 《N9868 舞女》 （《無聊的遊戲》港版）         | 1986年        | 風格唱片 恆音貿易（港）                | 曲目 1. 舞女 2. 無聊的遊戲 3. 心聲淚痕 4. 不能不想你 5. 誰為誰流淚 6. 為了你 7. 心心相印 8. 粉紅色的回憶 9. 恨不鐘情在當年 10. 一日不見如三秋 11. 今宵多珍重 12. 良夜不能留 13. 愛的苦酒 14. 舞女（福建語） |
| 《N9879 是否把我遺忘》                        | 1986年10月    | 風格唱片                               | 曲目 1. 是否把我遺忘 2. 癡情的愛 3. 舞女淚 4. 永遠不更改 5. 何日能再來 6. 我心若玫瑰 7. 相思的滋味 8. 一年又一年 9. 相思未了情 10. 一去不回頭 11. 深深的戀情 12. 枕畔留香                                   |
| 《N9882 新年喜洋洋》                          | 1986年12月    | 風格唱片                               | 曲目 1. 新年喜洋洋 2. 財神不清自己來 3. 大團圓，好春宵 4. 小拜年 5. 新年好 6. 招財進寶 7. 每逢歲暮倍思親 8. 正月初一時新年 9. 月圓花好 10. 接財神 11. 舞獅舞龍 12. 喜氣洋洋 13. 春聯賀歲 14. 財神的照料     |
| 《N9885 無言的溫柔》                          | 1987年2月13日 | 風格唱片                               | 曲目 1. 無言的溫柔 2. 那又如何 3. 月落烏啼霜滿天 4. 望月怕團圓 5. 癡心的小妹 6. 訴不盡的情意 7. 錯誤的愛 8. 寒煙翠 9. 用愛將心偷 10. 抹去淚水 11. 無緣再相會 12. 春風曲                                     |
| 《N9892 挽住你的手》                          | 1987年4月     | 風格唱片                               | 曲目 1. 挽住你的手 2. 不敢談愛情 3. 相思夜夜深 4. 明月千里寄相思 5. 偶爾還會想起 6. 一曲相思唱不完 7. 雨中的孤雁 8. 想要瀟灑離開 9. 我有一段情 10. 錯誤的戀曲 11. 怎能不想你 12. 知道不知道                 |
| 《N9893 舞女淚》 （《是否把我遺忘》港版）     | 1987年        | 風格唱片 恆音貿易（港）                | 曲目 1. 舞女淚 2. 是否把我遺忘 3. 癡情的愛 4. 永遠不更改 5. 何日能再來 6. 我心若玫瑰 7. 相思的滋味 8. 一年又一年 9. 相思未了情 10. 一去不回頭 11. 深深的戀情 12. 枕畔留香                                   |
| 《N9896 無言的溫柔》 （《無言的溫柔》港版）   | 1987年        | 風格唱片 恆音貿易（港）                | 曲目 1. 錯誤的愛 2. 寒煙翠 3. 用愛將心偷 4. 抹去淚水 5. 無緣再相會 6. 春風曲 7. 無言的溫柔 8. 那又如何 9. 月落烏啼霜滿天 10. 望月怕團圓 11. 癡心的小妹 12. 訴不盡的情意                                     |
| 《N9899 天下的媽媽都是一樣的》                | 1987年        | 風格唱片                               | 曲目 1. 天下的媽媽都是一樣的 2. 你不明白我的心 3. 黃昏小唱 4. 難忘的夢 5. 雨夜花 6. 相思悠悠 7. 最愛是你 8. 失落的愛情 9. 舊情綿綿 10. 姑娘羞答答 11. 讓我悄悄離去 12. 我不管                               |
| 《N9908 曾經為你》                            | 1987年11月    | 風格唱片                               | 曲目 1. 曾經為你 2. 幾時再見 3. 你怎麼說 4. 又見炊煙 5. 原鄉人 6. 我心深處 7. 奈何 8. 小城故事 9. 愛不是遊戲 10. 望著天空的女孩 11. 雲河 12. 想把情人留                                                     |
| 《N9911 韓寶儀林淑娟 雙星對唱賀新年》         | 1988年1月     | 風格唱片                               | 曲目 1. 傻瓜與好姑娘 2. 愛過年 3. 家家户户喜洋洋 4. 歡喜冤家過新年 5. 趁著新年配成雙 6. 春天不是讀書天 7. 好一個大新年 8. 拜年 9. 花開春常在 10. 新年新氣象 11. 娶個老婆好過年 12. 年初一起大早             |
| 《N9921 昨日情 昨日夢》 《N9921 梅花夢 葬花》 | 1988年5月     | 風格唱片                               | 曲目 1. 昨日情 昨日夢 2. 沒有歸宿的落花 3. 葬花 4. 雪山盟 5. 離別前夕 6. 斷腸紅 7. 愛情像流星 8. 雪裡紅 9. 後悔 10. 春來人不來 11. 又見秋蓮 12. 梅花夢                                                      |

### 非首版/正式專輯收錄單曲
| 曲目                         | 錄製年份 | 發行公司 | 收錄於                                                                                              |
| ---------------------------- | -------- | -------- | --------------------------------------------------------------------------------------------------- |
| 《月娘半屏圓（皇星全音版）》 | 1982年   | 皇星全音 | KS81-082 蔡幸娟-福建歌曲精選（1983）                                                                |
| 《走唱的人（皇星全音版）》   | 1982年   | 皇星全音 | KS81-082 蔡幸娟-福建歌曲精選（1983）                                                                |
| 《關娜美》                   | 1983年   | 皇星全音 | KS 2304 關娜美特別版（1987）                                                                        |
| 《畫一個人生》               | 1983年   | 皇星全音 | GCD 2095 舊韻情懷                                                                                   |
| 《想你雨夜裡》               | 1983年   | 皇星全音 | GCD 2095 舊韻情懷                                                                                   |
| 《默許》                     | 1983年   | 皇星全音 | GCD 2096 舊韻情懷                                                                                   |
| 《情人山》                   | 1985年   | 金豬唱片 | GP-8901 新酒館小唱1（1993-1994） GP-6907 國語點歌集7（1995） 編曲不同，使用同一人聲，且有清晰化人聲 |
| 《斷腸紅》                   | 1985年   | 金豬唱片 | GP-8904 新酒館小唱4（1993-1994） GP-6905 國語點歌集5（1995） 編曲不同，使用同一人聲，且有清晰化人聲 |
| 《葡萄美酒》                 | 1985年   | 金豬唱片 | GP-8906 新酒館小唱6（1993-1994） GP-6907 國語點歌集7（1995） 編曲不同，使用同一人聲，且有清晰化人聲 |
| 《何日再吻君》               | 1985年   | 金豬唱片 | GP-8908 新酒館小唱8（1993-1994） GP-6905 國語點歌集5（1995） 編曲不同，使用同一人聲，且有清晰化人聲 |
| 《風淒淒意綿綿》             | 1985年   | 金豬唱片 | GP-8910 新酒館小唱10（1993-1994） 有清晰化人聲                                                      |
| 《明月千裡寄相思》           | 1985年   | 金豬唱片 | 酒館小唱DVD版 有清晰化人聲                                                                          |
| 《誰敢相信你》               | 1986年   | 風格唱片 | N9895 韓寶儀90分鐘精選·在水一方 有清晰化人聲                                                        |
| 《在水一方》                 | 1987年   | 風格唱片 | N9895 韓寶儀90分鐘精選·在水一方 有清晰化人聲                                                        |
| 《雙人枕頭 Feat.王登雄》     | 1995年   | 金豬唱片 | 王登雄《過去乾杯》專輯（1995）                                                                      |
| 《緣段情了 Feat.王登雄》     | 1995年   | 金豬唱片 | 王登雄《過去乾杯》專輯（1995）                                                                      |
| 《祝福你 Feat.王登雄》       | 1995年   | 金豬唱片 | 王登雄《過去乾杯》專輯（1995）                                                                      |
| 《雙人枕頭 Feat.王建傑》     | 1995年   | 金豬唱片 | 王建傑《告別》專輯（2002）                                                                          |